# Wöhrden
Wöhrden est une commune allemande du Schleswig-Holstein, située dans l'arrondissement de Dithmarse (Kreis Dithmarschen), à sept kilomètres au sud-ouest de la ville de Heide. Wöhrden fait partie de l'Amt Heider Umland (« Heide-campagne ») qui regroupe onze communes autour de Heide.

## Personnalités liées à la ville
- Heinrich Scheidemann (1595-1663), compositeur né à Wöhrden.